# Silnice I/36
Die Silnice I/36 (tschechisch für: „Straße I. Klasse 36“) ist eine tschechische Staatsstraße (Straße I. Klasse), die Pardubice, Sezemice, Holice, Borohrádek und Čestice verbindet. Die Länge der Straße beträgt 37,434 km.

## Geschichte
Bis November 2009, vor der Fertigstellung der Autobahn D11 nach Sedlice und des kurzen Abschnitts der Autobahn D35, die sie mit der Straße I/37 bei Opatovice nad Labem verbindet, diente der ehemalige westliche Abschnitt der I/36 als Hauptausfahrt Straße von Pardubice nach Prag. Dieser westliche Abschnitt wurde im Oktober 2020 in die Straße II/211 umnummeriert, wodurch die I/36 um 22,3 km verkürzt wurde. Dies war ein Abschnitt, der südöstlich von Nové Město im Bezirk Hradec Králové durch die Dörfer Chýšť, Voleč Rohovládova Bělá, Bukovka und Lázně Bohdaneč nach Pardubice führte. Bis dahin betrug die Länge der Straße knapp 60 Kilometer.

## Verlauf
Die Straße zweigt in Nové Město nad Cidlinou (Neustadtl) bei Chlumec nad Cidlinou (Chlumetz an der Cidlina) von der Silnice I/11 ab, quert bei der Anschlussstelle (exit) 68 die Autobahn Dálnice 11 (Europastraße 67) und verläuft in südöstlicher Richtung nach Lázně Bohdaneč (Bohdanetsch), an dessen Ostende sie auf die Silnice I/37  trifft und auf dieser nach 3 Kilometer die Stadt Pardubice (Pardubitz) erreicht. Hier zweigt sie in östlicher Richtung ab und führt nach Holice v Čechách (Holitz), wo sie die Silnice I/35 (Europastraße 442) kreuzt. Die Silnice I/36 setzt sich in nordöstlicher Richtung über Borohrádek (Heideburg) fort, bis sie bei Týniště nad Orlicí an der Silnice I/11 endet.

## Bedeutung
Die Straße dient hauptsächlich der Verbindung von Pardubice mit der Straße I/35 in Holice und somit mit Brno und Olomouc. Weiter dann zur Verbindung von Pardubice mit Rychnovsk, Žamberk und Králíky. Der Abschnitt Holice – Čestice ist wegen der niedrigen Unterführung unter der Eisenbahnlinie Hradec Králové – Choceň in Borohrádek für den Lkw-Fernverkehr nicht nutzbar.